# Islamofascismo
Islamofascismo ou fascismo islâmico é um termo usado por parte dos cientistas políticos para descrever a analogia entre certas ideologias e características operacionais de determinados movimentos islamistas contemporâneos com aquelas do neofascismo, do totalitarismo ou, em menor medida, de correntes ideológicas inspiradas pelo histórico fascismo europeu da primeira metade do século XX.
Islamofascismo é usado com frequência no contexto da chamada guerra contra o terrorismo como sinônimo de "terrorismo islâmico" e, para esse efeito tem sido usado para descrever organizações como a Al-Qaeda, Talibã, a Irmandade Muçulmana, o Hamas, os Wahhabistas, salafi e o Hezbollah, mas também para criticar a natureza de certos regimes, como o que resultou da Revolução Iraniana, ou o da Arábia Saudita.

## Bases e uso do termo

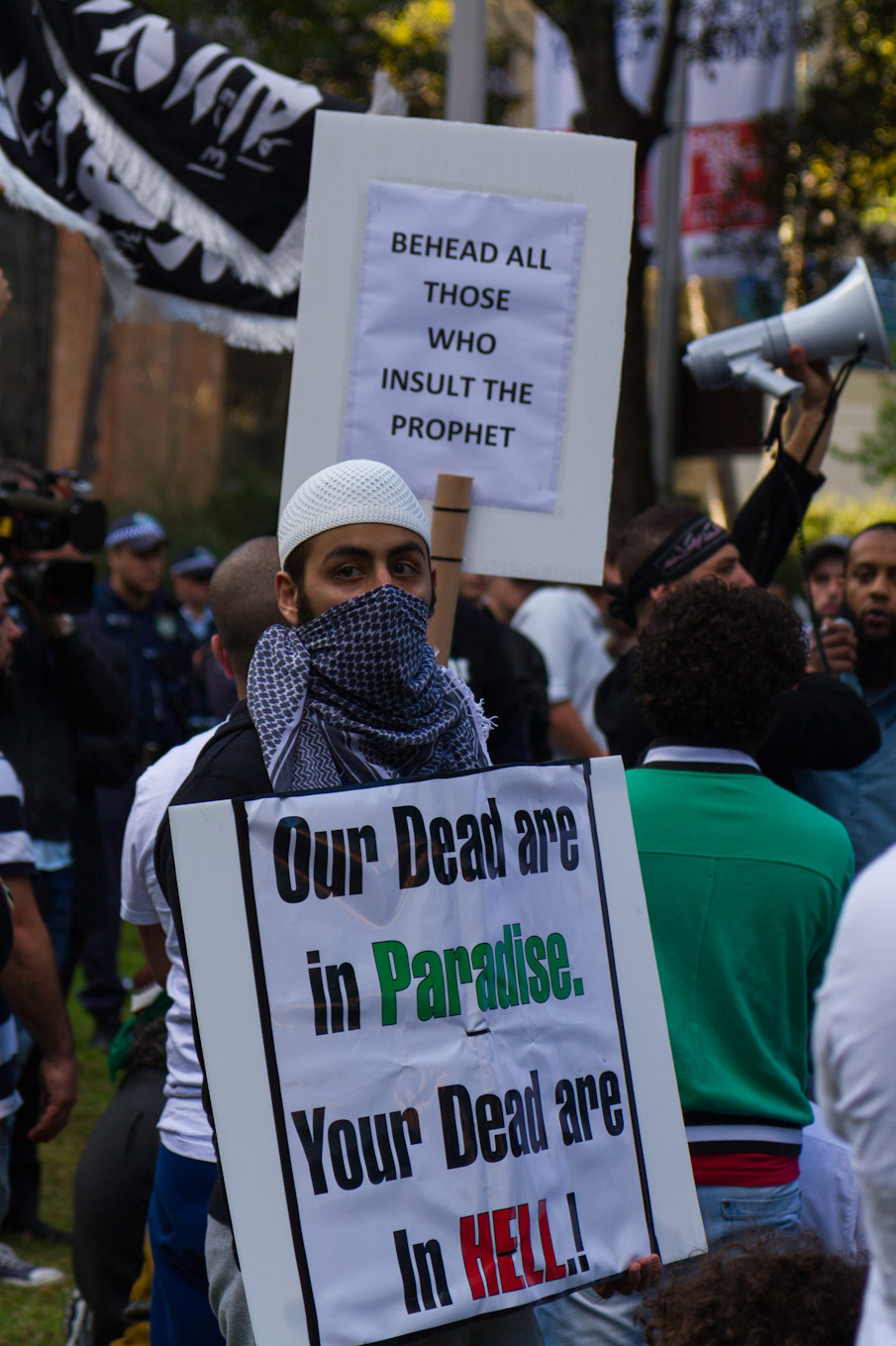
Manifestantes muçulmanos com cartazes com 'Degolar todos aqueles que insultam o Profeta' e 'Os nossos mortos estão no Paraíso. Os vossos mortos estão no INFERNO!' Protesto em Sydney, em 2012, contra o filme 'Inocência dos Muçulmanos'.

A expressão "fascismo islâmico" parece ter sido empregada pela primeira vez em 1933 por um jornalista indiano, Akhtar Husain, num ataque contra o nacionalista muçulmano Mohamed Iqbal. Ele apresenta a sua ideia de um Paquistão muçulmano como uma forma de "fascismo islâmico". A Alemanha Nazi foi apoiada pela Irmandade Muçulmana e por Amin al-Husayni, contra a presença britânica no Egito a fim de controlar o Oriente Médio. O Estado Islâmico se encaixa também na maioria das definições de fascista.
Manfred Halpern no seu livro The Politics of Social Change in the Middle East and North Africa (1963), desenvolve a ideia que o islamismo seria uma nova forma de fascismo. O principal argumento de Halpern foi baseado em uma análise da Irmandade Muçulmana no Egito, argumentando que esse tipo de movimentos islâmicos eram um obstáculo para os regimes militares que eram, na opinião dele, representantes de uma nova classe média capaz de modernizar o Oriente Médio.
O primeiro exemplo do termo islamofascismo, teria, de acordo com William Safire, ocorrido em um artigo escrito pelo erudito escocês e escritor Malise Ruthven escrevendo em 1990. Ruthven usou isso para se referir à maneira pela qual as ditaduras árabes tradicionais usavam recursos religiosos para permanecer no poder. Malise Ruthven, em "Construindo o Islã como Língua", no The Independent, 8 de setembro de 1990: "No entanto, há o que poderia ser chamado de um problema político que afeta o mundo muçulmano: em contraste com os herdeiros de outras tradições não ocidentais, incluindo hinduísmo, xintoísmo e Budismo, as sociedades islâmicas parecem ter achado particularmente difícil institucionalizar as divergências politicamente: o governo autoritário, para não dizer o islamismo fascista, é a regra e não a excepção de Marrocos até ao Paquistão".
Tratando-se de um termo comummente utilizado por todo o mundo, para caraterizar o totalitarismo implementado em estados islâmicos, que inclusivamente foi referenciado pelo primeiro-ministro francês, Manuel Valls, é um termo contestado pela confusão entre a definição técnica de  Fascismo e de totalitarismo.

## Crítica
O termo "islamofascismo" foi criticado por vários estudiosos e jornalistas. O historiador Niall Ferguson e o estudioso Angelo Codevilla de relações internacionais consideram-no historicamente impreciso e simplista. O autor Richard Alan Nelson critica o termo por ser geralmente usado de forma pejorativa ou para propaganda e afins. Tony Judt argumentou em um artigo de Setembro de 2006 na London Review of Books que o uso do termo foi destinado a reduzir a guerra contra o terror "a uma familiar justaposição que elimina a exótica complexidade e confusão", criticando autores que utilizam o termo "islamofascismo" e se apresentam como especialistas apesar de não terem experiência anterior sobre o Islã.
Críticos como o colunista José Sobran da ex-National Review e, Paul Krugman, colunista do The New York Times, argumentam que "fascismo islâmico não é nada, mas um termo de propaganda vazia" utilizado por defensores da "Guerra ao Terror". "Em outras palavras, o islamofascismo não seria senão um termo de propaganda vazio. E a propaganda de guerra geralmente é, se não sempre, criada para produzir histeria, a destruição de qualquer sentido de proporção. Essas palavras, indefinidas e não medidas, são usadas por pessoas mais interessadas em nos fazer perder a cabeça do que manter suas próprias. O especialista em segurança Daniel Benjamin, o cientista político Norman Finkelstein e o colunista do The American Conservative Daniel Larison, destacam a afirmação de que, apesar de seu uso como uma peça de propaganda, o termo é inerentemente sem sentido, pois, como observa Benjamin, "não há sentido em jihadistas abraçarem a ideologia fascista como foi desenvolvida por Mussolini ou qualquer outra pessoa que foi associada com o "termo".
O historiador cultural Richard Webster afirmou que agrupar diversas ideologias políticas, grupos terroristas e insurgentes, governos, e seitas religiosas em uma única noção de "fascismo islâmico" pode levar a uma banalização do fenômeno do terrorismo. Na mesma linha do National Security Network afirma que o termo perigosamente obscurece importantes distinções e diferenças entre grupos de extremistas islâmicos enquanto alienando as vozes moderadas no mundo muçulmano porque "cria a percepção de que os Estados Unidos estão lutando uma guerra religiosa contra o Islã". Daniel Larison atribui proponente a Hitchens suporte da frase a sua posição anti-religiosa. historiador britânico Niall Ferguson salienta que este uso político do que eu chama de "conceito completamente enganoso", é "apenas uma maneira de nos fazer sentir que estamos na 'melhor geração' para lutar outra guerra mundial".
Comentando sobre a incongruência reclamada entre o "Mundo Muçulmano" e "fascismo estado industrial", o jornalista do EUA Eric Margolis ironicamente afirma que a maioria dos regimes mais totalitários islâmicos, na verdade, "são aliados dos Estados Unidos". Porém este comentário não corresponde inteiramente à verdade, observando que um dos regimes que mais causa sofrimento ao seu povo, o Sírio, é ajudado com apoio financeiro e militar por outro país muçulmano, o Irão, e por duas potências mundiais originalmente marxistas, Rússia e China sendo criticado pelos Estados Unidos pela matança indiscriminada de civis por parte das forças do governo. Não obstante, é notória a aliança dos EUA com países como Arábia Saudita, Qatar, Emirados Árabes Unidos, Jordânia e Bahrain.
O uso público do termo suscitou uma resposta crítica também de vários grupos muçulmanos. No rescaldo do 11 de Setembro, George W.Bush descreve as políticas como a sua batalha contra "fascistas islâmicos... [que] vai usar todos os meios para destruir aqueles, porque nós amamos a liberdade." O Conselho para as Relações Americano-Islâmicas (CAIR) escreveu a ele para reclamar, dizendo que o uso do termo "alimenta a percepção de que a guerra ao terror é na verdade uma guerra contra o Islã". Ingrid Mattson da Sociedade Islâmica da América do Norte também queixou-se desse discurso, alegando que adicionado a um mal-entendido do Islã. Mattson reconhece, no entanto, que alguns grupos terroristas também abusam dos "conceitos islâmicos e condições para justificar sua violência".
Em abril de 2008, a Associated Press informou que as agências federais dos Estados Unidos, incluindo o Departamento de Estado e o Departamento de Segurança Interna, foram aconselhados a parar de usar o termo "islamofascismo" em um memorando de 14 pontos emitido pelo Extremist Messaging Branch no departamento de outro órgão federal conhecido como o Centro Nacional de Contraterrorismo. Destinado a melhorar a apresentação da "guerra ao terrorismo" ante as audiências muçulmanas e os meios de comunicação, o memorando diz: "Estamos a comunicar com o nosso público, não a confrontá-lo. Não os confunda nem os insulte com termos pejorativos como o "islamismo-fascismo", que são considerados ofensivos por muitos muçulmanos".
Uma das maiores autoridades mundiais sobre o fascismo, Walter Laqueur, depois de rever termos este e afins, concluiu que "fascismo islâmico, islamofobia e antisemitismo, cada um a seu modo, são termos imprecisos, mas é duvidoso que possam ser retirados do nosso léxico político. Inclusive havia lideranças antifascistas islâmicas durante a Guerra Civil Espanhola.